# مرغ باران بال‌سیاه
مرغ باران بال‌سیاه (نام علمی: Pterodroma nigripennis) نام یک گونه از سرده مرغ باران خرمگسی است.